# Mala Reka (Trgovište)
Pour les articles homonymes, voir Mala Reka.
Mala Reka (en serbe cyrillique : Мала Река) est un village de Serbie situé dans la municipalité de Trgovište, district de Pčinja. Au recensement de 2011, il comptait 18 habitants.

## Démographie
| 1948 | 1953 | 1961 | 1971 | 1981 | 1991 | 2002 | 2011 |
| ---- | ---- | ---- | ---- | ---- | ---- | ---- | ---- |
| 80   | 78   | 71   | 48   | 38   | 31   | 21   | 18   |

|  |